# Hotagterklip
Hotagterklip is een dorpje in de Zuid-Afrikaanse provincie West-Kaap. Hotagterklip behoort tot de gemeente Kaap Agulhas dat onderdeel van het district Overberg is.